# Grand Prix USA Západ 1977
Grand Prix USA Západ 1977 (oficiálně Long Beach Grand Prix) se jela na okruhu Grand Prix of Long Beach v Long Beach v Kalifornii ve Spojených státech amerických dne 3. dubna 1977. Závod byl čtvrtým v pořadí v sezóně 1977 šampionátu Formule 1.

## Závod
| Poř.   | No. | Jezdec             | Konstruktér        | Počet kol | Čas/Odstoupení  | Pořadí na startu | Body |
| ------ | --- | ------------------ | ------------------ | --------- | --------------- | ---------------- | ---- |
| 1      | 5   | Mario Andretti     | Lotus-Ford         | 80        | 1:51:35.470     | 2                | 9    |
| 2      | 11  | Niki Lauda         | Ferrari            | 80        | + 0.773         | 1                | 6    |
| 3      | 20  | Jody Scheckter     | Wolf-Ford          | 80        | + 4.857         | 3                | 4    |
| 4      | 4   | Patrick Depailler  | Tyrrell-Ford       | 80        | + 1:14.487      | 12               | 3    |
| 5      | 28  | Emerson Fittipaldi | Fittipaldi-Ford    | 80        | + 1:20.908      | 7                | 2    |
| 6      | 34  | Jean-Pierre Jarier | Penske-Ford        | 79        | + 1 kolo        | 9                | 1    |
| 7      | 1   | James Hunt         | McLaren-Ford       | 79        | + 1 kolo        | 8                |      |
| 8      | 6   | Gunnar Nilsson     | Lotus-Ford         | 79        | + 1 kolo        | 16               |      |
| 9      | 26  | Jacques Laffite    | Ligier-Matra       | 78        | Elektronika     | 5                |      |
| 10     | 10  | Brian Henton       | March-Ford         | 77        | + 3 kola        | 18               |      |
| 11     | 18  | Hans Binder        | Surtees-Ford       | 77        | + 3 kola        | 19               |      |
| Ret    | 3   | Ronnie Peterson    | Tyrrell-Ford       | 62        | Palivový systém | 10               |      |
| Ret    | 22  | Clay Regazzoni     | Ensign-Ford        | 57        | Převodovka      | 13               |      |
| Ret    | 8   | Hans-Joachim Stuck | Brabham-Alfa Romeo | 53        | Brzdy           | 17               |      |
| Ret    | 17  | Alan Jones         | Shadow-Ford        | 40        | Převodovka      | 14               |      |
| Ret    | 2   | Jochen Mass        | McLaren-Ford       | 39        | Zacházení       | 15               |      |
| DSQ    | 7   | John Watson        | Brabham-Alfa Romeo | 33        | Ulitý start     | 6                |      |
| Ret    | 16  | Renzo Zorzi        | Shadow-Ford        | 27        | Převodovka      | 20               |      |
| Ret    | 9   | Alex Ribeiro       | March-Ford         | 15        | Převodovka      | 22               |      |
| Ret    | 12  | Carlos Reutemann   | Ferrari            | 5         | Nehoda          | 4                |      |
| Ret    | 30  | Brett Lunger       | March-Ford         | 4         | Nehoda          | 21               |      |
| Ret    | 19  | Vittorio Brambilla | Surtees-Ford       | 0         | Nehoda          | 11               |      |
| Zdroj: |     |                    |                    |           |                 |                  |      |

## Průběžné pořadí po závodě
Pohár jezdců
| Pořadí | Jezdec           | Body |
| ------ | ---------------- | ---- |
| 1      | Jody Scheckter   | 19   |
| 2      | Niki Lauda       | 19   |
| 3      | Carlos Reutemann | 13   |
| 4      | Mario Andretti   | 11   |
| 5      | James Hunt       | 9    |
| Zdroj: |                  |      |

Pohár konstruktérů
| Pořadí | Konstruktér     | Body |
| ------ | --------------- | ---- |
| 1      | Ferrari         | 28   |
| 2      | Wolf-Ford       | 19   |
| 3      | Lotus-Ford      | 13   |
| 4      | McLaren-Ford    | 9    |
| 5      | Fittipaldi-Ford | 8    |
| Zdroj: |                 |      |